# Корел (приток Боровой)
Корел — река в России, протекает в Соликамском районе Пермского края. Устье реки находится в 16 км по правому берегу реки Боровая. Длина реки составляет 17 км.
Исток реки на холмах к западу от предгорий Северного Урала в 30 км к северу от центра Соликамска. Река течёт на юг, всё течение проходит по ненаселённому лесному массиву. Приток — Малый Корел (правый). Впадает в Боровую у деревни Кокорино.

## Данные водного реестра
По данным государственного водного реестра России, относится к Камскому бассейновому округу, водохозяйственный участок реки — Кама от водомерного поста у села Бондюг до города Березники, речной подбассейн реки — бассейны притоков Камы до впадения Белой. Речной бассейн реки — Кама.
Код объекта в государственном водном реестре — 10010100212111100006840.